# 동아그룹
동아그룹(東亞─, Dong Ah Group)은 1945년 창립하였던 충남토건을 모태로 1980년대부터 하는 대한민국의 대규모 기업집단이었다. 1980년대~1990년대 후반까지 리비아 대수로 공사, 중동지역 개발 붐을 타고 해외 건설 사업에 주력을 하여 1980년대부터 꾸준한 성장을 하였지만 1994년 성수대교 붕괴 사건을 계기로 추락의 길로 접어들게 되었으며 1998년 동아그룹 유동성 위기로 인한 1차 협조융자(서울은행)을 받게 되면서 향후 동아그룹 전체를 다 해체하고 동아건설만 남긴다고 채권단이 발표하였다. 동아그룹은 1998년 5월부터 전문 경영인 체제로 전환되어 1998년 6월 고병우 회장이 정부에서 임명한 전문경영인으로 고병우 회장 체제로 출범 하여 9월 기업 구조조정 협약에 따라 동아그룹은 해체 수순을 밟게 되었다. 동아생명은 2000년 4월 29일에 금호생명에 흡수 합병되어 동아생명이 역사속으로 사라지게 되었다. 2000년에 들어서도 계열사를 헐값으로 계속 매각하였다. 2000년 7월 최동섭이 2대 회장으로 취임하였다. 그러나 2000년 11월 10일 동아건설이 부도가 나면서 회장직을 잃게 되었다.
이후 동아건설만 남아있던 동아그룹은 2000년 11월 10일 동아건설이 부도나자 아무것도 남지 않은 동아그룹은 법원에서 최종적으로 파산이 확정되어 2001년 5월 11일에 최종적으로 그룹이 해체되었다.

## 연혁
1945년 충남토건 창립 이래, 1966년 동아콘크리트를 설립하여 그룹 골격 체제가 형성되었으며, 이후 금융, 관광 등 여러 분야에 진출하였다.
- 1945년 8월 모태인 충남토건사 창립.
- 1966년 동아콘크리트 설립
- 1968년 대한민국 공기업 대한통운 인수.
- 1969년 대한통운(주)동해화력발전호, 호남화력발전소 발전기기를 운송했다.
- 1971년 고리원자력 발전소 1~2호기 건설공사 착공, 서울 지하철 1호선 제3공구 공사 착공, 동아건설산업(주)으로 상호 변경.
- 1972년 미국령 괌에 동아아메리카주식회사 설립
- 1977년 사우디아라비아와 12억 5,000만 달러 규모의 전화통신공사를 수주했다., 성수대교 착공, 학교법인 송산학원 설립, 대전 동아공고 개교.
- 1978년 원효대교 착공하여 국가에 무상 기부.(1981년까지)월성원자력 발전소 1호기 건설공사 착공
- 1979년 성수대교 준공, 사우디아라비아 알주와 산악도로공사 준공.
- 1981년 원효대교 건설 완료. 최원석 회장 88년 서울 올림픽 유치 시작했으며 월성원자력 발전소 1호기 준공.
- 1983년 리비아에 진출, 11월 리비아 대수로 공사 시작, 동해생명(주), 공영토건(주) 인수
- 1986년 서울 아시안 게임 대한통운(주) 물류 운반 맡음.사우디아라비아 T.E.P공사 준공 (12억 7,000만 달러)
- 1987년 동아그룹 종업원 30,000여명 돌파.
- 1988년 대한통운(주) 88서울올림픽 물류 운반 맡음.
- 1989년 울진원자력 발전소 1~2호기 준공.
- 1990년 리비아 대수로 공사 2단계 수주. 60억 달러.공산학원 임야 양산시 소재한 72만평 부산대에 기증.
- 1991년 리비아 대수로 공사 1단계 완료 공사 통수식 시작.미국기계학회NA 및 NPT인증서 취득. 주암 다목적댐 건설공사 준공했으며 포스코경영센터 착공, 동아증권 출범
- 1992년 광양제철소 준공식에 최원석 회장 참가.
- 1993년 최원석 회장 당시 탁구 경기대회에 북한 대표 서인생 회장과 만났으며 용산 전쟁기념관 준공, 화생방 집단 방호 시설(MCPS) 14동 준공.
- 1994년 성수대교 붕괴, 당시 최원석 회장 무료로 성수대교 재시공 하여 국가에 헌납 발표.
- 1995년 성수대교 붕괴사건, 노태우 비자금 사건으로 최원석 회장 검찰 소환 됨.
- 1996년 동아방송예술대학교 설립. 대한통운 마트 설립, 최원석 회장 노태우 비자금 사건으로 검찰 소환하여 실형 되었으나 구속은 되지 않고 이후 사면 됨.
- 1997년 수산업 관련 분야 진출. 미국 (지)가 선정한 세계 100대 건설사중 동아건설 42위 등장.
- 1998년 1월 동아그룹 유동성 위기로 인한 1차 협조융자(서울은행).
- 1998년 2월 18일 김포매립지에 워터프루프 놀이공원 시설 투자를 위해 방한한 마이클 잭슨이 방문, 동아그룹 최원석 회장과 기념 촬영.
- 1998년 3월 정부와 동아, 대우, 현대 건설 3사 합작으로 리비아 대수로 공사 논의 하였으나 무산됨.
- 1998년 3월~4월 동아그룹 및 동아건설이 농림부에 김포매립지 용도 변경 요구.

## 해체
동아건설은 중동에 여러 공사를 수주하고 리비아 대수로 공사 등으로 중동에서 인정받았으나 국내에서는 1994년 성수대교 붕괴 사건을 계기로 추락의 길로 접어들었다. 1995년 10월 노태우 전 대통령의 비자금 사건이 밝혀지면서 최원석 회장이 법정에 서는 일이 생기는 등 추락이 가속화됐으며 성수대교 붕괴 이후부터 경영 누설이 계속 발생하여 전문경영인에게 동아그룹 회사를 맡기는 등 여러 가지 문제점이 많이 생겼다. 이후 최원석 회장이 부인 배인순(가수 펄씨스터즈 멤버) 씨와 이혼설이 나도는 등 여러 가지로 최원석 회장이 나쁜 사람으로 낙인찍혔으며 이 여자 문제가 동아그룹이 해체되는 한 원인이 되기도 하였다. 1998년 3월 최원석 회장이 부인과 이혼하였다. 1998년 최원석 회장의 퇴임 직전까지 부도덕하고 안 좋은 사람으로 소문났으며 이후 국내 재개발 사업으로 금융권으로부터 대출받은 약 7,000억원을 갚지 못 하며 기업 유동성 위기가 있었다. 당시 최원석 회장은 동아건설이 만든 김포매립지를 용도변경해줄것을 정부에 계속 요구하였다. 그러나 정부는 김포매립지가 농지이며 사기업에게 특혜를 베풀 수 없다는 이유로 용도 변경을 거절하였다. 1998년 2월, 김포매립지에 놀이공원 시설 투자를 위해 방한한 마이클 잭슨이 방문하기도 하였으나 김대중 정부 인수위가 반대하여 용도변경 및 놀이시설 투자는 무산되었다. 5월 갑작스런 유동성 위기가 있자 최원석 회장이 주거래 은행인 서울은행에 협조 융자를 요청하였다. 1998년 5월 12일 신복영 행장과 최원석 회장, 유성용 동아건설 사장이 함께 롯데호텔 양식당에서 오찬을 하면서 신복영 행장이 최원석 회장이 있으면 동아그룹에 금융지원도 안 해주고 김포매립지 용도변경도 안 되니까 단도직입적으로 그룹에서 회장직을 사퇴해라, 개인 재산과 동아그룹 전체를 몽땅 내놓고 사퇴해라, 최회장이 있으면 될 일도 안 된다, 동아그룹은 우리가 잘 살리겠다고 말하였으며 당시 최회장은 기업을 살리기 위해 어쩔수 없이 회장직을 사퇴하였다. 동아그룹 전체를 위해서 사퇴하였으나 결국 동아그룹은 해체되었다. 동아그룹을 살리겠다는 채권단의 약속은 말 뿐이었으며 동아그룹은 동아건설 하나만 남기고 해체 절차를 진행하였다. 6월 취임한 고병우 신임 동아그룹 회장은 재임 중 동아그룹 계열사를 헐값에 알려지지 않은 여러 곳에 매각하고, 공사는 단 한 건도 수주하지 못 하는 등 경영 여건 및 공사 실적이 최 전 회장 때보다 현저히 나빠지게 되었다. 동아건설을 세계 최고와 국내 최고의 건설사로 만들게 하겠다는 그의 약속과 달리, 그룹을 해체하게 만들며 몰락하게 했다는 비판을 받는다. 그는 또한 계열사 매각 자금으로 정치권과 부적절한 관계를 맺어 사퇴 이후 구속되었다. 동아증권 매각 당시 동아그룹 임직원들의 비판이 있기도 하였다. 1998년 9월 동아그룹은 기업 구조조정 협약에 따라 동아건설을 제외한 나머지 23개 전체 계열사를 매각하여 건설 전문기업으로 남는다는 조건으로 구조조정을 진행하였다.

### 동아그룹의 해체 과정
- 1998년 5월 12일 신복영 서울은행장이 최원석 회장을 롯데호텔 13층 양식당에 불러서 협조융자 문제로 만나 오찬하던 중 단도직입적으로 최원석 회장에게 사퇴 요구.
- 1998년 5월 15일 최원석 회장 동아그룹 회장직 사퇴.
- 1998년 5월 18일 동아그룹 해체 확정. 워크아웃 절차를 진행하여 동아그룹 해체 조건으로 동아건설에 금융지원 및 협조융자 시작.
- 1998년 5월 22일 최원석 회장 출국금지, 재산몰수 언론 발표(서울은행장)
- 1998년 5월 23일 서울은행 최원석 회장 소유 자택 외부동산 등에 35건 근저당권 200억 설정. 동아엔지니어링(주) 부도
- 1998년 6월 4일 전문경영인 체제로 전환하여 고병우(전) 건설부 장관이 신임 동아그룹 회장 취임, 공영토건 동아건설과 합병하거나 동아그룹과 분리 또는 청산추진
- 1998년 6월~7월 당시 IMF 외환위기로 인한 기업 구조조정 대책으로 퇴출기업 발표, 동아그룹 선정, 퇴출기업 대상에 동아엔지니어링(주) 퇴출 확정됨.
- 1998년 7월 동아증권이 세종기술투자(주) 김형진 씨 개인에게 21억원에 헐값매각. 동아TV(주) 부도, 동아그룹과 분리.동아TV 청산, DASS 청산,동아엔지니어링 청산. 당시부터 그룹 계열사 임직원들이 정부가 임명한 전문경영인 고병우 회장의 그룹 계열사 매각에 대한 반발이 시작됨.
- 1998년 9월 기업 구조조정 워크아웃 협약 체결, 동아건설(주) 이외에 나머지 동아그룹 전체 계열사를 독립, 매각, 퇴출, 분리, 청산하여 건설업 전문회사로 남는다는 계획을 확정.
- 1998년 10월 대한통운ㆍ해운 청산, 서해에너지 매각. 대전 프로축구단 매각, 동아투자개발 청산, 동아생명 신임 사장에 김진철 씨 임명.
- 1998년 11월 서원레저 매각. 다비컴, 동아항공 등 동아그룹 여러 계열사 줄줄이 정리, 청산, 매각절차 추진.
- 1998년 12월 공영토건(주) 부도처리.
- 1999년 1월 동아항공 매각.
- 1999년 1월 21일 동아생명 구조조정안 확정 발표, 전국 영업국 및 관리단, 지역본부, 영업소 등 대폭 축소 및 임직원 및 설계사 등 인력이 대폭 감원되어 동아생명에 근무하였던 임직원들이 절반으로 축소됨, 이로 인하여 동아생명 임직원들이 대규모 실직하였음.
- 1999년 3월 동아생명 기업 구조조정 대상 및 부실 생보사로 선정됨, 부실생보사 공개매각 절차 확정. 이후에 동아그룹 소유 부동산 및 여러 계열사 매각 계속 진행하여 8개 계열사로 축소.
- 1999년 5월 김포매립지, 동아시티백화점, 호주골프장, 등촌동 통합병원, 대한용역, 동아관광개발, 동아주택할부금융, 대둔산 레저 매각.
- 1999년 7월 대한통운 동아건설과 합병 후 매각 추진 발표, 대한통운 및 동아건설 등 동아그룹 임직원 반발 시작, 고병우 동아그룹 회장 회장직 사퇴 요구, 동아생명 임직원들 길거리에 나와서 설계사 들과 같이 보험판매 업무 함, 동아생명 외국사 및 국내사에 매각 추진 했으나 뚜렷한 성과가 없어서 경영난 및 퇴출 위기 직면.
- 1999년 8월 15일 최원석 회장 장은영 아나운서와 결혼.
- 1999년 9월 8일 동아생명 퇴출 추진.(인수자가 없어서 계속 인수 무산으로 인해 계약 이전으로 퇴출.)
- 1999년 11월 금호아시아나그룹 동아생명 단독 인수 추진, 외국사와 공동 인수 추진하였으나 무산됨 이후 인수자가 뚜렷하게 나타나지 않아 금호아시아나그룹 단독 인수로 가닥남.
- 1999년 12월 동아생명에 공적 자금 투여, 검찰 최원석 회장 처벌 하지 않고 약식기소 하기로 확정.
- 2000년 2월 18일 동아생명이 금호아시아나그룹에 단돈 1,000원에 비밀 매각됨.
- 2000년 3월 동아건설, 대한통운 외의 계열사 매각, 청산.
- 2000년 5월 금호아시아나그룹에 인수되었던 동아생명이 금호생명과 합병하여 금호생명으로 상호가 변경됨, 이로 인하여 동아생명 퇴출, 대한통운 동아그룹과 결별 선언.
- 2000년 6월 고병우 회장, 그룹 회장직 사퇴. 동아건설 및 대한통운 노조 사퇴 요구, 장은영 아나운서는 최원석 회장 복귀를 위한 언론에 탄원서 제출.
- 2000년 7월 최동섭 회장 제 2대 전문경영인 동아그룹 및 동아건설 회장 취임. 대한통운 동아그룹과 결별.
- 2000년 11월 동아건설 부도, 이후 동아건설 법정관리 신청.
- 2001년 2월 동아건설을 파산시키는 쪽으로 법원에서 결정함.
- 2001년 5월 11일 법원의 동아건설 파산 선고가 확정되어 동아건설이 최종적으로 파산되었고 동아그룹은 완전히 해체, 이후 동아그룹은 역사 속으로 사라짐. 대한통운 및 이와 관련있누 회사들은 법정관리 돌입.
- 2002년 3월 최원석 회장, 동아건설 파산한 법인의 회장으로 재추대되었으나 이후 채권단의 거부로 재기 무산.
- 2004년 1월 최원석 회장 법정구속.
- 2007년 7월 최원석 회장 영화감독 데뷔 계획 모 일간지와 인터뷰.
- 2007년 11월 동아건설 프라임 그룹에 매각
- 2008년 8월 최원석 회장 건국 60주년 기념 사면, 복권.
- 2009년 11월 최원석 회장 동아그룹 해체 사실 월간조선 폭로.

## 해체 이후
- 대한통운은 금호아시아나그룹에 인수되었다가 CJ그룹에 다시 인수되었다.
- 독자생존한 회사는 동아항공이다. 동아파랑새로 동아항공 임직원들이 재창립하였다,
- 동아생명은 단돈 1,000원에 금호아시아나그룹에 비밀 매각되어 같은해 4월 29일 금호생명에 흡수합병되었다가 2010년 금호아시아나그룹 유동성 위기로 같은해 3월 산업은행에 인수되어 6월 KDB 생명으로 변경되었다.
- 동아증권은 1998년 7월 세종기술투자에 매각되어 세종증권으로 변경되었다가 2006년 2월 농협에 인수되어, NH투자증권으로 변경되었다.
- 동아건설은 2009년 횡령사고 보관됨 2024-09-08 - 웨이백 머신 이후 프라임 그룹에서 SM그룹에 인수되었다.

### 운송, 무역, 건설, 관광 등 기타기업
동아건설이 만성 적자 국영 기업인 대한통운을 민영화하는데 성공하여 동아그룹의 계열사로 있다가 2000년 7월 동아그룹과 분리되어 법정관리 후 금호아시아나그룹에 매각되었으나 다시 금호아시아나그룹에서 CJ로 매각되었으며 대한통운 관련 협진, 국제운송 등은 합병되었으며, 1999년 모기업 동아관광개발 매각. 공영토건, 1998년 12월 부도, 동아건설 2000년 11월 부도 뒤 법정관리 후 2001년 2월 법원의 파산선고 쪽으로 가닥 내려졌다. 2001년 5월 법원의 파산선고 확정으로 인하여 동아건설 파산 및 동아그룹 전체 해체되었으며, 이후 대한통운은 법정관리 확정되어 법정관리 시작되었으며, 2002년 최원석 회장이 다시 동아건설 회장으로 복직하였으나 회사가 이미 파산되었고 채권단에서 최원석 회장을 동아건설 회장 자리에 추대 거절하여 사실상 재기 무산이 되었다. 이후 수차례 재기를 시도 하였으나 무산되었으며, 최원석 회장 재기를 위해 부인 장은영 전 아나운서가 언론에 복직 호소하는 탄원서 제출해, 최원석 회장이 파산한 동아건설 인수를 하려고 하였으나 채권단이 동아그룹을 유동성 위기에 넣어 해체되게 하였으며 동아생명 유상증자에 동아건설이 참여한 것이 배임이고 분식회계 횡령 불법 대출 등으로 법정 구속 및 재판에 회부 되는 등 부도덕 하고 기업운영에 부적절한 인물이라는 이유로 채권단이 인수 협상 대상자에서 선정되지 못하게 했다. 국제운송,협진은 대한통운과 합병되었다. 동아시티 백화점은 1999년 매각되었으며 동아건설산업(주)은 워크아웃을 진행하여 경영 정상화를 시도하였으나 2000년 11월에 부도나서 법정 관리 되었다가 2001년 2월 파산하는 쪽으로 결정하여 2001년 5월 법원의 동아건설 파산 확정 및 동아그룹 해체로 인하여 사라졌지만 2007년 11월 프라임그룹에 인수되었다. 김포매립지는 농업기반공사에 1999년 6월에 헐값 매각되어 LH공사가 땅값을 부풀려 재매각 되었다. 이후 호주골프장과 등촌동 통합병원 등 동아그룹 소유 부동산이 헐값 매각되었다. 대한통운 해운은 청산되었다. 공영토건(주)은 1998년 6월 매각 또는 청산이 추진하기로 하였으나 1998년 12월에 최종 부도처리되었다. 동아 엔지니어링은 1998년 6월 부도나서 청산되었고 나머지 여러 계열사도 알 수 없을 정도로 이곳 저곳으로 헐값에 줄줄이 매각되거나 청산, 부도처리가 되었다.
동아항공은 1998년 10월에 서원레저(주), 대한통운해운, 서해에너지(주) 등이 매각되거나 청산, 부도가 나게 되었다.

### 기타 계열사
23개 계열사 중 대부분의 동아그룹 계열사들이 어떻게 매각 및 청산되었는지 미확인되어 현재는 존재하는지 알 수 없다.

### 금융
동아증권은 1998년 동아가 해체 발표 후 김형진이 헐값에 인수하였으며 후에 세종기술 투자 (주)세종증권으로 변경된다. 2006년에는 농협에 인수되어 NH농협증권으로 변경되었는데 모기업이었던 진로그룹이 1997년 9월 부도를 낸 후 재정난으로 어려움을 겪어 온 GTV를 1999년 12월 인수한 뒤 채널명도 세종TV로 변경했다가 다음 해  SDN TV로 채널명이 바뀌었다. 하지만, SDN이 금융지주회사 설립을 위해 세종증권과 방송사업을 별도법인으로 분리함에 따라 2001년 1월 법인명과 채널명을 (주) SDN TV와 SDN TV로 변경시켰고 당시 채널 소유주였던 김형진 회장의 불미스러운 일 이후, 하락세를 겪어오자 2003년 3월 다른 사람에게 매각했으며 같은 해 5월 (주) 지텔레비전으로 상호명이 바뀌었었다가 그 해 7월 현재의 채널명인 GTV로 재개국했다.
1998년 5월 동아그룹 해체 발표 당시 동아생명은 동아그룹으로부터 분리, 독립된다는 쪽으로 가닥났었다. 그러나 정부가 부실 생보사 공개매각 작업을 추진하던 중 동아생명도 부실 생보사로 지정되어 여러 보험사들과 함께 묶어서 외국 보험사에 공개 매각 되는 쪽으로 방향을 전환하였다. 외국 보험사와 매각을 계속 추진하였으나 외국사가 몸집이 큰 회사라서 인수 자금이 너무 높다고 하여 외국사 매각은 난항으로 실패하였다. 외국사와 외자 유치도 시도하였으나 어려워서 외자유치도 실패하였다. 1999년 3월 동아생명보험이 부실 생보사 공개매각 절차에 들어가서 수 많은 외국 생보사들과 인수 협약을 시도하였으나 인수자금이 높은점, 회사 몸집이 부실생보사중 가장 큰 규모이고, 자산이 부실 생보사 중 가장 많은 등 여러 가지로 인수에 난항이 많아서 외국사와 인수 작업이 계속 무산되었다. 국내 생보사 중에서는 1999년 1월~ 3월 대우그룹이 인수 한다는 인수설이 나돌았으나 대우그룹 경영 여건이 안 좋아져 그룹이 해체되면서 무산되었고 현대그룹과도 인수설이 있었으나 인수하지 않았다. 1999년 7월 인수자가 없어 인수가 계속 무산되자 동아생명 전 임직원이 당사 보험설계사와 같이 힘써서 보험설계 업무 및 보험 판매를 하여 퇴출 위기에 있는 회사를 살리자는 운동을 벌이기도 하였다. 이후 한화그룹이 인수한다는 인수설이 나돌았다. 한화그룹에서 인수 추진을 시도하였으나 난항을 거듭하다가 결국 실패하였다. 이후 1999년 9월에 한동안 동아생명보험이 인수자가 없으며 인수를 시도한 국내외 보험사 및 대기업들이 인수여건이 안 맞아 인수에 실패하고 부실 생보사 중 매각 작업이 난항을 거듭하여 퇴출이 불가피하다는 발표가 나자 동아생명 퇴출설이 나돌기도 하였다. 이후에 한화그룹에서 부실생보사중 동아와 여러 회사들을 인수하는 작업을 추진한다고 하여 한화그룹에 인수 된다는 인수설이 나돌았다. 그러나 한화그룹에서는 인수 여건이 안맞자 결국 동아생명 인수를 포기하였다. 이후 1999년 연말에 부실생보사 중 동아생명에 공적자금이 1조 1,000억원이 투입되었다. 이후에 두달후인 2000년 2월 18일 단돈 1,000원에 금호아시아나그룹에 비밀 매각되었다. 동아생명 인수에 관한 계약서가 2009년 월간조선이 입수하여 월간조선에 공개되었는데 희한한 것은 계약내용을 외부에 공개할 수 없다는 금지조항을 만들었다. 동아생명 인수 협약서 조약중 각14조 조항에 각 당사자는 상대방과 사전 협의 없이 본 계약서의 내용과 존재를 공중에 공개할 수 없다고 되어 있었으며 당시 세간에는 금호아시아나그룹에 550억원에 인수되었다고 발표 되었으나 실제로는 동아생명이 단돈 1,000원에 금호아시아나그룹에 비밀 매각되었다. 동아그룹 계열사중 가장 싼 단돈 1,000원에 헐값으로 금호아시아나그룹에 매각되어 2000년 4월 29일 금호생명보험(주)와 합병하여 금호생명보험으로 바뀌었다. 이후 2008년 미국발 세계 금융위기로 인하여 금호아시아나그룹이 기업유동성 위기에 몰리자 기업 구조조정 대책으로 대우건설과 대한통운, 금호생명보험(주)를 매각한다는 매각 발표가 있었다.이후 금호생명보험은 2010년 3월 KDB금융그룹에 매각되어 2010년 6월 KDB생명보험으로 사명이 변경되었다. 동아주택 할부금융은 1999년 청산되었다.
동아투자개발, 대한용역, 동아종합개발은 청산되었으나 미확인된다.
동아그룹이 해체된 지 10년 이상 지났으나 동아건설은 2010년대부터 다시 아파트를 국내 여러 곳에 짓기 시작하였다.

### 스포츠
동아그룹에서 운영 중이던 동아증권 탁구단과 대전 프로축구는 각각 해체되었으며 대전 프로축구는 여러 곳에 계속 인수되었고 동아그룹은  1987년 8개팀 프로축구 실현설 당시 충청도 연고지 물망에 한때 거론됐다.

### 부동산 및 동아그룹 소속 백화점, 마트
- 김포매립지 (현 인천 청라지구, 인천매립지): 1999년 6월 농업기반공사에 매각됨
- 동아시티백화점(現 모다백화점 부평점): 1999년 4월 롯데쇼핑에 매각, 2019년 6월 현재 상호로 재개점
- 호주골든코스트골프장: 미확인
- 서울 등촌동 국군수도병원 부지 (1999년 현대산업개발에 매각, 現 등촌아이파크)
- 대한통운 코렉스마트 (1999년 당시 대한통운마트로 사명 변경했으나 2001년 동아그룹 해체 이후 모두 대한통운 마트 또는 대한통운 코렉스 마트에서 전국매장 폐업 또는 타사에 매각되어서 현재는 대한통운마트는 존재하지 않음)

## 동아그룹 계열사 목록
- 동아건설(2000년 11월 10일 최종 부도처리, 2001년 5월 11일 회사 파산선고, 이후 2007년 11월 프라임 그룹에서 인수. 현재는 SM그룹의 계열사.)
- 대한통운(現 CJ대한통운)
- 동아생명
- 동아증권
- 서원레저
- 대둔산레저
- 협진(2008년 대한통운과 합병)
- 국제운송 (2008년 대한통운과 합병)
- 동아종합개발(동아건설과 합병)
- 동아주택할부금융
- 동아관광개발
- 대한용역
- 대전 시티즌(시민구단 전환, 이후 하나금융그룹에 인수)
- 공영토건
- 동아엔지니어링
- 동아텔레비전(1999년 5월 인터파크에서 인수(같은 해 6월 인터파크TV로 설립한 뒤 그 해 7월 (주)동아TV로 상호변경),2007년 3월 유씨아이콜스에서 인수, 2007년 10월 헤럴드미디어에서 인수(그 해 11월 헤럴드동아TV, 다음 해 2월 HMX동아TV, 2008년 3월 채널동아로 상호변경), 2015년 5월 LF에서 인수(그 해 6월 동아TV로 상호변경))
- DASS
- 동아항공
- 다비컴
- 대한통운해운(현 CJ대한통운 해외이사부분)
- 동아투자개발
- 서해에너지
- 동아갤러리
- 학교법인 공산학원(현재도 존재하고 있음, 최원석 회장이 현재도 이사장으로 재임 중, 경기도 안성 소재)
- 대전 동아마이스터고등학교(대전 소재, 구 대전동아공고).
- 동아방송예술대학교(경기도 안성 소재, 구 동아방송전문대학).
- DIMA(학교법인회사).
- DIMA엔터테인먼트.